# Weronika Zawistowska
Weronika Zawistowska (* 17. Dezember 1999 in Warschau) ist eine polnische Fußballspielerin.

## Karriere

### Vereine
Zawistowska begann 2007 beim UKS Bródno Warszawa – gemeinsam mit Jungen – mit dem Fußballspielen. Von 2008 bis 2015 spielte sie für MUKS Praga Warszawa. Ihr erster Verein im Seniorenbereich war von 2015 bis 2019 der Erstligist Górnik Łęczna. Von 2019 bis 2021 war sie für den Ligakonkurrenten KKS Czarni Sosnowiec aktiv, für den sie am 3. August 2019 beim 1:1 im Auswärtsspiel gegen GKS Katowice debütierte. In ihrer letzten Saison bestritt sie 16 Punktspiele, in denen sie mit sechs Toren zur Meisterschaft beitrug. Ferner wurde der Vereinspokal gewonnen, nachdem UKS SMS Łódź im Finale mit 1:0 bezwungen werden konnte.
Zur Saison 2021/22 unterschrieb sie bei den Frauen des FC Bayern München einen Dreijahresvertrag. Sie ist jedoch als Leihspielerin für den Bundesligaaufsteiger 1. FC Köln tätig, um dort Spielpraxis sammeln zu können. Ihr Bundesligadebüt gab sie am 28. August 2021 (1. Spieltag) beim 1:1-Unentschieden im Auswärtsspiel gegen die SGS Essen. Eine Woche zuvor gab sie ihr Pflichtspieldebüt für den Verein beim 7:0-Sieg über den in der viertklassigen Hessenliga spielenden TSG Lütter im Erstrundenspiel des DFB-Pokal-Wettbewerbs.
Im Sommer 2023 kehrt Zawistowska nach zwei Jahren Leihe zum FC Bayern München zurück. Im August 2023 zog sie sich einen Kreuzbandriss zu. In ihrem dritten Bundesligaspiel für den FC Bayern München am 8. November 2024 (9. Spieltag) beim 2:2-Unentschieden im Auswärtsspiel gegen den SC Freiburg erzielte sie mit dem Treffer zum Endstand in der 91. Minute ihr erstes Tor. Ihr letztes Pflichtspiel für den FC Bayern München bestritt sie zum Saisonausklang am 11. Mai 2025 beim 3:0-Sieg im Heimspiel gegen die SGS Essen; vor diesem Spiel wurde sie vom Verein verabschiedet. Am 15. Juli 2025 nahm der 1. FC Köln die Spielerin erneut unter Vertrag und band sie mit einem bis zum 30. Juni 2027 an sich.

### Nationalmannschaft
Zawistowska debütierte als Nationalspielerin am 17. Oktober 2014 in Tallinn für die U17-Nationalmannschaft beim 5:0-Sieg über die U17-Nationalmannschaft Estlands im EM-Qualifikationsspiel der Gruppe 8. Ihr erstes Länderspieltor erzielte sie am 19. Oktober 2014 in Rakvere beim 4:0-Sieg über die U17-Nationalmannschaft Bosnien-Herzegowina mit dem Treffer zum 1:0 in der zwölften Minute.
Für die U19-Nationalmannschaft bestritt sie vom 15. September 2016 bis zum 11. Juni 2018 zwölf Länderspiele. Ihr Debüt gab sie in Wronki beim 2:0-Sieg über die U19-Nationalmannschaft Rumäniens im Erstrundenqualifikationsspiel der Gruppe 6. Ihr einziges Tor in dieser Altersklasse erzielte sie am 18. September 2017 in Tiflis beim 2:2-Unentschieden gegen die U19-Nationalmannschaft Russlands im Qualifikationsspiel der Gruppe 12 in der 1. Runde mit dem Treffer zum 2:1 in der 49. Minute.
Seit ihrem Debüt für die A-Nationalmannschaft am 31. August 2018 – beim 4:1-Sieg über die Nationalmannschaft Belarus’ in Minsk – ist sie auch A-Nationalspielerin des PZPN. Ihre ersten beiden Länderspieltore erzielte sie am 23. Oktober 2020 in Warschau beim 3:0-Sieg über die Nationalmannschaft Aserbaidschans im sechsten Spiel der EM-Qualifikationsgruppe D mit den Treffern zum 2:0 in der 47. und zum 3:0 in der 65. Minute. Dem Kader für die Europameisterschaft 2025 zugehörig, kam sie am 8. Juli in Luzern im zweiten Spiel der Gruppe C, bei der 0:3-Niederlage gegen die Nationalmannschaft Schwedens mit Einwechslung für Paulina Tomasiak zu ihrem einzigen Turnierspiel zum Einsatz.

## Erfolge
Nationalmannschaft
- Algarve-Cup-Finalist 2019

Górnik Łęczna
- Polnischer Meister 2018, 2019[17]
- Polnischer Pokalsieger 2018

KKS Czarni Sosnowiec
- Polnischer Meister 2021[18]
- Polnischer Pokalsieger 2021

FC Bayern München
- Deutscher Meister 2024 (ohne Einsatz), 2025
- DFB-Pokal-Sieger 2025
- DFB-Supercup-Sieger 2024 (ohne Einsatz)